# Chattanooga Choo Choo
Chattanooga Choo Choo ist ein Swing-Titel von Mack Gordon, der den Text schrieb, und Harry Warren, der dazu die Musik komponierte. Es handelt von einer Fahrt mit einer Dampflok von New York City nach Chattanooga in Tennessee. Glenn Millers Aufnahme des Songs aus dem Jahr 1941 war neun Wochen die Nummer eins in den Billboard Hot 100 und insgesamt 23 Wochen in den Top 10.

## Geschichte
Angeblich schrieb das Autorenteam den Titel während einer Fahrt mit dem Birmingham-Special-Zug der Southern Railway; damals war Chattanooga ein wichtiger Knotenpunkt im Netz der US-Eisenbahnen. Das Lied stammt aus dem Film Adoptiertes Glück (Sun Valley Serenade) mit Sonja Henie, John Payne, Milton Berle und Joan Davis. Es wurde dort von der Glenn-Miller-Band mit Tex Beneke und Paula Kelly sowie The Modernaires mit Dorothy Dandridge und den Nicholas Brothers vor einer Zugkulisse aufgenommen. Bei der Oscarverleihung 1942 erhielten Warren und Gordon eine Nominierung für den besten Song; sie konnten sich jedoch nicht gegen The Last Time I Saw Paris von Jerome Kern und Oscar Hammerstein durchsetzen.
Die auf einer 78/min-Platte veröffentlichte Version wurde am 7. Mai 1941 für RCA Victors Bluebird-Label eingespielt, wobei sich Chattanooga Choo Choo auf der B-Seite und I Know Why (And So Do You) auf der A-Seite befand. Sie wurde am 10. Februar 1942 mit der Goldenen Schallplatte für 1.200.000 verkaufte Exemplare ausgezeichnet. In den 1990er Jahren wurde eine Zwei-Kanal-Aufnahme des Film-Soundtracks gefunden, die eine Stereorekonstruktion des Liedes ermöglichte. 1996 wurde die Aufnahme von Chattanooga Choo Choo von Glenn Miller and His Orchestra auf Bluebird, B-11230-B in die Grammy Hall of Fame aufgenommen.

## Coverversionen
Chattanooga Choo Choo wurde schon oft gecovert. Cab Calloway and His Orchestra nahmen 1941 eine Version von Chattanooga Choo Choo für Conqueror Records (Conqueror 9914) auf. Im Nachkriegsdeutschland spielte der Sänger Hans Bardeleben mit der Band von Heinz Both den Titel ein. Bill Haley & His Comets veröffentlichten 1954 eine Coverversion. 1962 war die Aufnahme des US-Pianisten Floyd Cramer acht Wochen lang in den Billboard Hot 100 vertreten und bis auf Platz 36 vorgestoßen.
1967 veröffentlichte die amerikanische Band Harpers Bizarre eine Coverversion, die Platz 45 der US-Pop-Charts erreichte und für zwei Wochen auf Platz 1 der Easy Listening Charts. George Benson spielte eine Version des Liedes auf seinem Album Shape of Things to Come von 1968 ein. Eine Coverversion von Steve Lucky & The Rhumba Bums ist im Film Be Cool (2005) zu hören.
Das Lied wurde auf Deutsch das erste Mal 1947 von Bully Buhlan und Peter Rebhuhn als Kötzschenbroda-Express aufgenommen. Die weitaus bekanntere Version aus dem Jahr 1983 mit dem Titel Sonderzug nach Pankow stammt von Udo Lindenberg. Sie wurde wegen der politischen Anspielungen auf Erich Honecker populär.

## Wortspiele
Die Zeile des Stücks “Pardon me boy, is that the Chattanooga Choo Choo?” wurde auch für bekannte Wortspiele verwendet, etwa von Roy Rogers, zu dem sein Filmpartner sagt: “Pardon me Roy, is that the cat who chewed your new shoes?”
In Mel Brooks’ Komödie Frankenstein Junior sagt Gene Wilder: “Pardon me, boy. Is this the Transylvania Station?” Antwort des Jungen: “Ja! Ja! Track 29! Oh, can I give you a shine?” Gene Wilder: “Uh … No, thanks.”
In den 1970er Jahren wurde das Lied in Großbritannien für die Werbung von Toffee Crisp Candy Bars verwendet: “Pardon me, boy, is that a Toffee Crisp you chew chew?”